# Agrotis golignosa
Agrotis golignosa là một loài bướm đêm trong họ Noctuidae.